# Match de rugby à XV Écosse - Angleterre (1990)
Vous lisez un « article de qualité » labellisé en 2022.
Pour les articles homonymes, voir Match de rugby à XV Angleterre - Écosse.
Le match de rugby à XV opposant l'Écosse à l'Angleterre le 17 mars 1990 est un match international de la cinquième journée du Tournoi des Cinq Nations 1990. Alors que les deux équipes ont remporté leurs trois premiers matchs et sont alors les seules à pouvoir remporter la compétition, cette dernière rencontre les opposant met non seulement en jeu la victoire finale, mais également le titre honorifique du Grand Chelem. L'Angleterre est donnée comme favorite pour cette opposition à l'enjeu capital.
Le match se déroule dans un contexte politique tendu entre les deux nations : alors que les politiques économiques de la Première ministre britannique Thatcher affectent l'Écosse depuis 1979, l'instauration d'un nouvel impôt forfaitaire, la poll tax, institué au Royaume-Uni en 1990 mais mis à l'essai un an plus tôt sur le territoire écossais, développe un sentiment antagoniste envers le pouvoir à Londres. La ferveur autour de l'opposition sportive et de la course au titre final est ainsi renforcée par ces circonstances extra-sportives.
Joué au Murrayfield Stadium d'Édimbourg devant plus de 50 000 personnes, il voit l'Écosse l'emporter 13 à 7. Le score, à l'avantage des locaux durant toute la partie, comprend un essai inscrit par chacune des équipes et trois pénalités à une pour l'Écosse.
Avec la victoire devant son public de l'Écosse, qui remporte le Grand Chelem en déjouant les pronostics, ce match reste dans l'histoire du rugby écossais pour l'atmosphère extra-sportive ayant régné autour du match. Il marque également l'introduction du chant Flower of Scotland en tant qu'hymne de l'équipe nationale d'Écosse et la popularisation internationale de ce dernier.

## Contexte

### Historique du rugby en Écosse et en Angleterre
Le rugby apparaît dans les années 1820 comme l'une des nombreuses variantes du football, la légende voulant que William Webb Ellis, étudiant du lycée de la ville de Rugby, en Angleterre, se soit emparé en novembre 1823 du ballon avec la main en plein match de football, alors que c'était strictement interdit, ce qui est considéré par beaucoup comme l'acte fondateur du rugby football,.

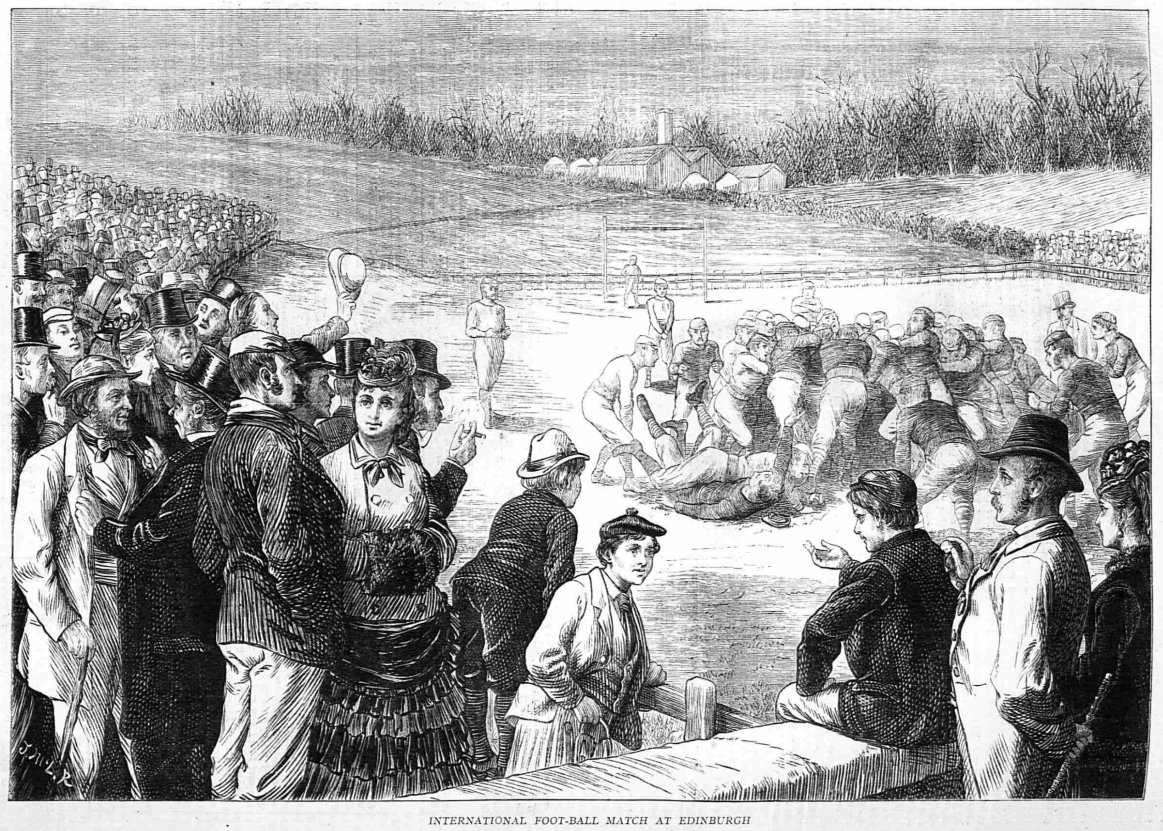
Illustration de John Ralston publiée le 22 avril 1871 dans le Illustrated Newspaper représentant le tout premier match international de rugby entre l'Écosse et l'Angleterre.

Lors des décennies suivantes, le sport se développe conjointement au football en Angleterre, les règles étant, selon les clubs, parfois très proches ou au contraire très éloignées. Au point que certains clubs s'unissent tandis que d'autres s'opposent fortement autour de différentes règles et aboutissent à deux règles unifiées opposées : le football (ou Association football) d'un côté et le rugby (ou Rugby football) de l'autre,. Le rugby est introduit en Écosse en 1854, à l'Edinburgh Academy, par les Écossais Francis et Alexander Crombie, alors étudiants en Angleterre,, et s'y développe plus rapidement qu'en Angleterre, les clubs écossais s'alignant rapidement sur les règles,. Tandis que le football et ses différents codes et variantes s'étendent et se multiplient dans l'Empire britannique, le code du rugby s'établit comme l'un des deux principaux en Angleterre et en Écosse et devient même celui qui est préféré par la majorité des Écossais,,.
L'organisation le 27 mars 1871 à Édimbourg d'un match international entre l'Écosse et l'Angleterre, le premier de l'histoire, suscite un engouement tel qu'il est le moteur d'évolutions de règles, du développement de ce sport en Écosse et en Angleterre, mais aussi de la création de la plus vieille rivalité sportive du monde,. Un match est ainsi organisé tous les ans, le troisième aboutissant à la création de la fédération écossaise de rugby, appelée Scottish Football Union (avant de prendre son nom actuel, Scottish Rugby Union, en 1924).

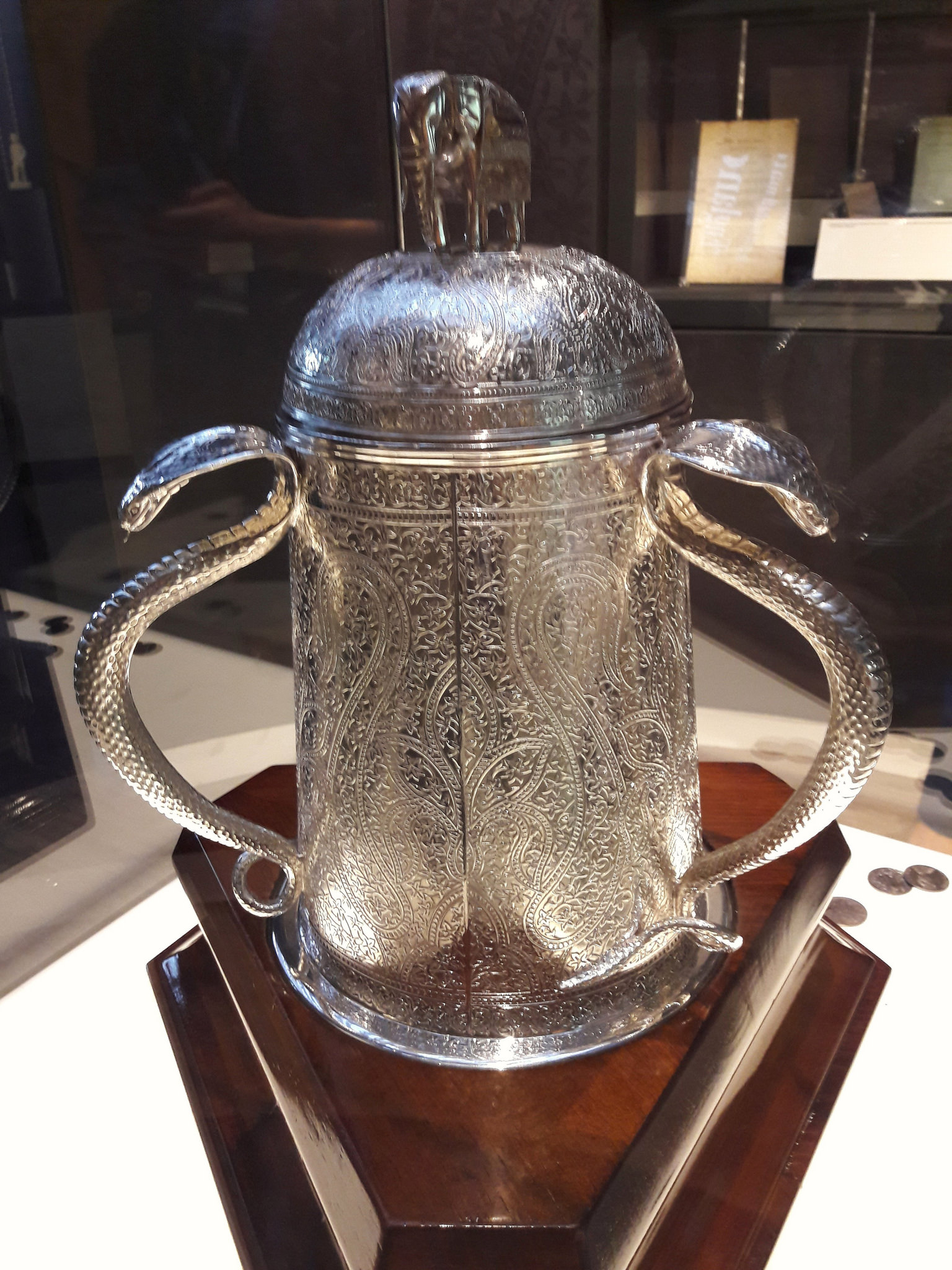
La Calcutta Cup, exposée au stade de Twickenham, à Londres, en 2018.

Depuis 1879, ces confrontations annuelles se font dans le cadre de la Calcutta Cup, qui est le « plus vieux trophée de la planète rugby », étant de plus toujours en vigueur aujourd'hui,. Par la suite, Anglais et Écossais poursuivent leur rencontre annuelle dans le cadre du Home Nations Championship, qui réunit ces deux nations ainsi que le pays de Galles et l'Irlande pour la première fois en 1882-1883. Cette compétition, également connue comme « Tournoi britannique », devient le Tournoi des Cinq Nations en 1910 avec l'intégration de la France. La Calcutta Cup est ainsi remise tous les ans dans le cadre de cette compétition.
En dehors de leurs oppositions annuelles, les joueurs anglais et écossais se retrouvent régulièrement sous le même maillot, avec les Lions britanniques. Cette sélection, née en 1888, constituée de joueurs des quatre Home Nations (Angleterre, Écosse, pays de Galles et Irlande), effectue des tournées régulières dans l'hémisphère sud, en Afrique du Sud, en Australie, et en Nouvelle-Zélande, affrontant ainsi, lors des test matchs, leurs équipes nationales, respectivement les Springboks, les Wallabies et les All Blacks ; organisées initialement à occurrences irrégulières, elles suivent après-guerre un rythme quasi-quadriennal. Malgré les rivalités entre nations britanniques, être appelé à revêtir le maillot des Lions relève d'un grand honneur pour les joueurs.

### Confrontations et parcours récents
L'équipe d'Angleterre fait preuve de résultats décevants dans les années 1980 : en effet, après avoir  remporté le Grand Chelem en 1980, alors mené par leur capitaine et deuxième ligne Bill Beaumont, le XV de la Rose n'a depuis enregistré qu'un taux de victoires de seulement 29 %, de 1980 à 1985. Notamment, lors du Tournoi 1986, le XV de la Rose s'incline lourdement face au XV du Chardon sur le score de 33 à 6. En 1987, la défaite à Cardiff est marquée par des violences sur le terrain, qui sont rapportées dans la presse britannique. Cette dernière rencontre fait effet de déclic au sein de la Fédération anglaise, qui prend des mesures drastiques, suspendant son capitaine Richard Hill pour son discours d'avant-match agressif envers les Gallois, ainsi que d'autres joueurs ayant participé aux altercations. Quelques mois plus tard, lors de l'édition inaugurale de la Coupe du monde ayant lieu en Nouvelle-Zélande, les Anglais s'inclinent en quart de finale contre ces mêmes Gallois ; dans le même temps, les Écossais, eux aussi qualifiés pour les quarts, sont battus par les All Blacks. Le staff à la tête de l'équipe anglaise est après cela modifié, faisant place au manager Geoff Cooke et à l'entraîneur Roger Uttley. Avec l'aide de Tom McNab, ancien entraîneur auprès de la Fédération d'athlétisme, ils mettent en œuvre une préparation physique drastique et veillent à modifier les habitudes alimentaires des joueurs, jugées peu diététiques et non-adaptées à un rythme sportif international : la bière est ainsi proscrite et le staff introduit la diététique dans la préparation de l'équipe. L'effectif anglais est au fur et à mesure largement remodelé, étant donné l'intensité des séances de préparation de McNab.
Lors de la dernière confrontation entre les deux équipes, disputée à Édimbourg dans le cadre du Tournoi des Cinq Nations 1988, l'Angleterre s'impose sur le sol écossais sur le score de 6 à 9, dans une partie hachée et interrompue par de très nombreux arrêts de jeux à l'initiative des visiteurs, laissant peu de place aux actions construites. Après la tournée de l'Angleterre en Australie et aux Fidji, le jeune centre de 22 ans Will Carling est désigné capitaine à l'automne 1988, notamment aux dépens du talonneur Brian Moore.
Lors du Tournoi de 1989, les deux équipes se séparent sur un score de parité de 12 à 12 à Londres. Les entraîneurs principaux de chacune des deux équipes, l'Écossais Ian McGeechan et l'Anglais Roger Uttley, seront encore en poste en 1990 ; ils dirigent d'ailleurs ensemble les Lions britanniques pour la tournée de 1989 en Australie. Finlay Calder, troisième ligne écossais et capitaine du XV du Chardon, occupera le même rôle lors de cette tournée des Lions. À l'automne 1989, le capitainat écossais revient au pilier David Sole en l'absence du troisième ligne ; son nouveau statut est confirmé par les entraîneurs pour le Tournoi 1990, Calder ayant émis le souhait de prendre sa retraite internationale à la fin de la saison.

### Contexte extra-sportif
Les politiques économiques libérales, appliquées par la Première ministre britannique Margaret Thatcher depuis sa prise de fonction en 1979, touchent particulièrement les industries écossaises. La production de ces dernières enregistre une chute de 11 % entre 1979 et 1981 et, plus généralement, la capacité de production de l'Écosse chute de 30.6 % entre 1976 et 1987. Parmi les nombreuses usines disparues, Carron Company, la plus vieille entreprise manufacturière d'Écosse active depuis 1759, est mise sous séquestre en 1982. Par ailleurs, alors que la quasi-majorité du territoire écossais est classée « zone de développement » jusqu'en 1982, permettant jusqu'alors de bénéficier d'aides et d'investissements publics, le nombre de régions éligibles à ces subventions baisse drastiquement. En 1980, l'augmentation des taux d'intérêt visant à relancer la croissance du Royaume-Uni favorise les régions dites « économiques riches », mais appauvrit les autres territoires comme celui de l'Écosse.

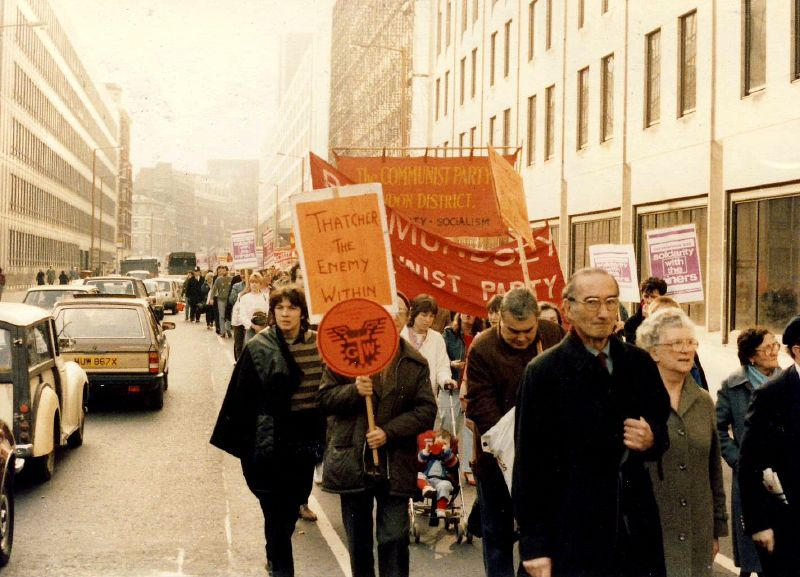
Manifestations lors de la grève des mineurs britanniques de 1984-1985.

Thatcher ambitionne par la suite de renverser le pouvoir syndical, notamment actif en Écosse, à partir de 1983. Malgré un long épisode de grèves des mineurs dans tout le royaume, le mouvement s'estompe en 1985. En parallèle, une réforme du gouvernement local est entreprise, alors que les travaillistes siègent en majorité devant les conservateurs.
Dès 1986, les privatisations d'entreprise refaçonnent le paysage industriel écossais, favorisant le secteur tertiaire au détriment de l'industrie lourde historique, mais ne compensent pas les emplois détruits durant les dernières années. Le 1er avril 1989, un impôt forfaitaire par membre de foyer et quel que soit son revenu, la poll tax, est instauré en Écosse à titre d'expérimentation locale avant une généralisation nationale ; cette mesure, très défavorable pour les habitants les plus modestes, rencontre une très forte impopularité et est vécue comme une provocation par les Écossais,,.
Cet ensemble de mesures économiques, désigné sous le terme de « thatchérisme », entretient des antagonismes en Écosse vis-à-vis du pouvoir à Londres, et par extension envers l'Angleterre, voire développe le mouvement indépendantiste écossais,. Alors que la rencontre de 1990 entre les équipes nationales de rugby d'Écosse et d'Angleterre se profile, la Première ministre Thatcher est toujours en poste. Par ailleurs, tandis que la précédente confrontation de 1988 jouée en Écosse s'était déroulée de manière conviviale, avec une ferveur nationaliste limitée, la poll tax instaurée en Écosse un an plus tôt participe à la dégradation de l'atmosphère populaire, et apporte un aspect politisé à cette confrontation rugbystique à venir.

### Tournoi des Cinq Nations 1990

#### État de forme et préparation

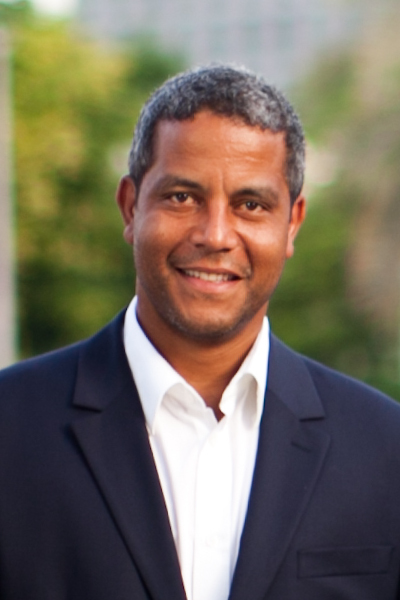
Le centre anglais Jeremy Guscott, ici en 2012, fait partie des révélations de la tournée des Lions, quelques mois avant le Tournoi 1990.

À l'issue de la tournée des Lions britanniques disputée quelques mois plus tôt, sous la direction du manager écossais Ian McGeechan et de l'entraîneur anglais des avants Uttley, l'équipe d'Angleterre fait figure de favorite pour remporter le Tournoi des Cinq Nations 1990. La composition de l'effectif des Lions démontre en outre la domination anglaise et écossaise sur leurs homologues gallois et irlandais : on retrouve parmi les trente joueurs onze Anglais et neuf Écossais, dont sept avants du XV de la Rose et quatre du XV du Chardon, ainsi que respectivement quatre et cinq arrières. Parmi les joueurs anglais, les avants Brian Moore, Wade Dooley, Paul Ackford, et plus particulièrement Mike Teague, se sont illustrés lors de cette tournée en Australie,. Bien que l'Écossais Gavin Hastings réalise lui aussi une bonne prestation, elle est éclipsée par celle du centre anglais Jeremy Guscott, qui acquiert le statut de révélation prometteuse, ; il accompagne les trois-quarts du XV de la Rose Rob Andrew, Rory Underwood et leur capitaine Will Carling. Dans le jeu, l'Écossais Finlay Calder, capitaine de la tournée, loue la complémentarité des avants des différentes nations,. Le deuxième ligne irlandais Donal Lenihan souligne par ailleurs la « tension saine » ayant régné entre les avants anglais et écossais et leur passion commune pour la victoire, et imagine alors que leur prochaine opposition sur le terrain pendant le Tournoi serait particulièrement disputée.
L'Angleterre est l'équipe la mieux préparée du Tournoi, intégrant déjà l'étude de données de joueurs grâce à un ordinateur. En effet, Geoff Cooke, responsable technique des trois-quarts et père spirituel de l'une des pièces maîtresses de l'effectif anglais, Will Carling, constate qu'un aspect diététique doit être inclus dans la préparation physique, notamment en supprimant la consommation d'alcool,. Après une très mauvaise décennie 1980, l'équipe est transfigurée : le pack mené par le talonneur Bryan Moore est remarquable pour la puissance de sa mêlée et la domination dans les airs de ses deuxièmes lignes Ackford et Dooley, tandis que sa troisième ligne — Skinner - Winterbottom - Teague — est considérée comme la meilleure d'Europe. Les trois-quarts ne sont pas en reste, avec les centres très complémentaires Will Carling et Jeremy Guscott, ainsi que le très rapide Rory Underwood. L'arrière Hodgkinson se distingue quant à lui pour la qualité de son jeu au pied. À l'automne, ils jouent une seule rencontre de préparation, contre les Fidji,. Un stage de préparation et de cohésion est organisé début janvier aux îles Canaries ; le groupe anglais y affronte en fin de séjour les joueurs irlandais en confrontation amicale non-officielle, quelques jours avant le match d'ouverture du Tournoi contre cette même équipe.
Les entraîneurs écossais expérimentés — Ian McGeechan, qui a mené l'équipe des Lions lors de la Tournée victorieuse de 1989, et Jim Telfer, grand artisan du Grand Chelem de 1984 et « extraordinaire meneur d'hommes » qui a été appelé pour diriger les avants — privilégient une préparation plus classique pour l'époque et des entraînements particulièrement éprouvants. Les Écossais affrontent à l'automne les Fidji puis la Roumanie, deux équipes au style de jeu différent ; le match contre les Océaniens est axé sur la discipline contre une équipe réputée pour capitaliser et exploiter les fautes de ses adversaires, tandis que celui contre la Roumanie, moins aéré et plus physique que le précédent, est l'occasion de travailler la vitesse d'exécution de jeu contre des avants réputés plus robustes, comme cela sera le cas contre l'Angleterre et la France. Les deux rencontres se concluent sur une victoire nette,,. Avant l'ouverture du Tournoi, les entraîneurs écossais mettent en place une opposition dans des conditions réelles, à Murrayfield, entre l'équipe des premiers choix, « les Bleus », derrière le capitaine David Sole, contre le reste de l'équipe, « les Rouges ». La première équipe l'emporte sur un score sans appel de 45 à 4. En troisième ligne, l'entraîneur des avants Jim Telfer choisit d'aligner Finlay Calder et John Jeffrey, titulaires habituels, avec l'équipe des rouges étant donné leurs performances en demi-teinte dans leurs clubs respectifs, mais également à titre de « message personnel » afin de les stimuler,. En effet, la troisième ligne qu'ils forment auprès de Derek White fait partie de la pièce centrale de la mêlée de Tefler ; leur statut de titulaire indiscutable est confirmé avant le Tournoi.

#### Parcours dans le Tournoi avant le match Écosse - Angleterre
Le calendrier de l'Angleterre pour le Tournoi 1990 se révèle être exactement le même que celui de 1980, date de sa dernière victoire dans la compétition, sous le capitainat de Bill Beaumont. Les Anglais enchaînent des prestations très solides. Lors du premier match, malgré une première mi-temps poussive, ils s'imposent nettement 23 à 0 contre l'Irlande de Brian Smith,. À Paris, ils surpassent le pack de l'équipe de France et sèvrent de ballons les lignes arrières de Serge Blanco pour l'emporter 26 à 7,, dans ce qui constitue la plus grosse défaite de la France contre l'Angleterre depuis 1914. Enfin, le 17 février, les Anglais « désintègrent » le pays de Galles sur le score de 34 à 6, malgré leur déficit statistique de seulement quatre victoires lors des 25 dernières années. Selon Henri Garcia, « [le pack] a humilié la mêlée galloise, les demis, Hill et Andrew, ont joué comme à la parade et les arrières ont marqué quatre essais ». Après ce succès, qui constitue le plus gros succès des Anglais face aux Gallois, l'un des entraîneurs anglais, Roger Uttley, déclare : « Les équipes qui ont fait le Grand Chelem en 1980 n'auraient pas existé devant celle-ci ». Le sélectionneur gallois, John Ryan, démissionne à la suite de cette déroute. Exempte lors de la quatrième journée, l'Angleterre doit encore s'imposer en Écosse quatre semaines plus tard pour espérer remporter le Grand Chelem.
| Journée 1 20 janvier 1990 14 h 15 UTC±00:00 | Angleterre                                                                                                  | 23 - 0 (7 - 0) | Irlande | Twickenham Stadium, Londres Arbitre : Patrick Robin |
| Journée 1 20 janvier 1990 14 h 15 UTC±00:00 | Essai(s) : Probyn, Egerton, Underwood, Guscott Transformation(s) : Hodgkinson (x2) Pénalité(s) : Hodgkinson | Rapport        |         | Twickenham Stadium, Londres Arbitre : Patrick Robin |
| Journée 1 20 janvier 1990 14 h 15 UTC±00:00 | | Rapport        |         | Twickenham Stadium, Londres Arbitre : Patrick Robin |

| Journée 2 3 février 1990 15 h 0 UTC+01:00 | France                                     | 7 - 26 (0 - 13) | Angleterre                                                                                          | Parc des Princes, Paris Arbitre : Owen Doyle |
| Journée 2 3 février 1990 15 h 0 UTC+01:00 | Essai(s) : Lagisquet Pénalité(s) : Charvet | Rapport         | Essai(s) : Underwood, Guscott, Carling Transformation(s) : Hodgkinson Pénalité(s) : Hodgkinson (x4) | Parc des Princes, Paris Arbitre : Owen Doyle |
| Journée 2 3 février 1990 15 h 0 UTC+01:00 |                                            | Rapport         | | Parc des Princes, Paris Arbitre : Owen Doyle |

| Journée 3 17 février 1990 14 h 30 UTC±00:00 | Angleterre                                                                                                 | 34 - 6 (16 - 0) | Pays de Galles                                 | Twickenham Stadium, Londres Arbitre : David Leslie |
| Journée 3 17 février 1990 14 h 30 UTC±00:00 | Essai(s) : Carling, Hill, Underwood (x2) Transformation(s) : Hodgkinson (x3) Pénalité(s) : Hodgkinson (x4) | Rapport         | Essai(s) : Davies Transformation(s) : Thorburn | Twickenham Stadium, Londres Arbitre : David Leslie |
| Journée 3 17 février 1990 14 h 30 UTC±00:00 | | Rapport         |                                                | Twickenham Stadium, Londres Arbitre : David Leslie |

Les Écossais obtiennent eux aussi trois succès, mais de manière plus étriquée que leurs homologues anglais. Exempts pour la première journée, ils ne s'imposent à Dublin que dans le dernier quart de la rencontre,,. Le XV du Chardon reçoit ensuite un XV de France largement remanié après sa défaite à domicile contre l'Angleterre. Malgré des conditions météorologiques rugueuses avec un fort vent dans le dos des Écossais, ces derniers n'en tirent pas parti et gâchent de nombreuses occasions de points ; avec seulement trois points d'avance à la pause, les locaux profitent ensuite du carton rouge d'Alain Carminati ainsi que d'un vent ayant entre-temps baissé en intensité et tourné en travers, pour l'emporter 21 à 0, grâce notamment à une pression au pied constante de Chalmers,,. Au pays de Galles, l'Écosse s'impose péniblement 9 à 13,,, dans une rencontre déjà analysée par les observateurs de la fédération anglaise depuis les tribunes de l'Arms Park.
| Journée 2 3 février 1990 | Irlande                                         | 10 - 13 (7 - 0) | Écosse                                                                    | Lansdowne Road, Dublin Arbitre : Clive Norling |
| Journée 2 3 février 1990 | Essai(s) : Fitzgerald Pénalité(s) : Kiernan (2) | Rapport         | Essai(s) : White (x2) Transformation(s) : Chalmers Pénalité(s) : Chalmers | Lansdowne Road, Dublin Arbitre : Clive Norling |
| Journée 2 3 février 1990 |                                                 | Rapport         |                                                                           | Lansdowne Road, Dublin Arbitre : Clive Norling |

| Journée 3 17 février 1990 | Écosse                                                                                            | 21 - 0 (3 - 0) | France | Murrayfield Stadium, Édimbourg Arbitre : Fred Howard |
| Journée 3 17 février 1990 | Essai(s) : Calder, Tukalo Transformation(s) : Chalmers (x2) Pénalité(s) : Chalmers (x2), Hastings | Rapport        |        | Murrayfield Stadium, Édimbourg Arbitre : Fred Howard |
| Journée 3 17 février 1990 |                                                                                                   | Rapport        |        | Murrayfield Stadium, Édimbourg Arbitre : Fred Howard |

| Journée 4 3 mars 1990 | Pays de Galles                                                      | 9 - 13 (3 - 10) | Écosse                                        | National Stadium, Cardiff Arbitre : René Hourquet |
| Journée 4 3 mars 1990 | Essai(s) : Emyr Transformation(s) : Thorburn Pénalité(s) : Thorburn | Rapport         | Essai(s) : Cronin Pénalité(s) : Chalmers (x3) | National Stadium, Cardiff Arbitre : René Hourquet |
| Journée 4 3 mars 1990 |                                                                     | Rapport         |                                               | National Stadium, Cardiff Arbitre : René Hourquet |

Alors qu'il ne reste qu'une journée à disputer, les Écossais et les Anglais comptent chacun six points au classement. Leur dernière rencontre, opposant les deux équipes, est alors décisive pour le dénouement du Tournoi, chacune d'entre elles pouvant ainsi remporter la compétition avec le Grand Chelem à la clé. Les trois autres équipes du Tournoi, présentant quant à elles un retard trop important au classement, ne peuvent plus prétendre à la victoire finale quels que soient leurs résultats.
| Nation         | J | V | N | D | DP  | Pts |
| -------------- | - | - | - | - | --- | --- |
| Angleterre     | 3 | 3 | 0 | 0 | +70 | 6   |
| Écosse         | 3 | 3 | 0 | 0 | +28 | 6   |
| France         | 4 | 2 | 0 | 2 | -9  | 4   |
| Irlande        | 3 | 0 | 0 | 3 | -45 | 0   |
| Pays de Galles | 3 | 0 | 0 | 3 | -48 | 0   |

## Le match

### Contexte du match
Les deux équipes ayant remporté leurs trois premiers matchs, cette dernière confrontation fait figure de finale du Tournoi, et le vainqueur l'emportera en plus en réalisant le Grand Chelem, qui consiste à battre toutes les équipes, ainsi que de manière honorifique la Triple couronne, titre décerné à l'une des quatre équipes britanniques ou irlandaise — en fait, les quatre pays de l'ancien Home Nations, l'ancêtre du Tournoi des Cinq Nations — si elle s'impose contre les trois autres durant le Tournoi. De plus, le trophée de la Calcutta Cup est remis en jeu comme pour chaque confrontation annuelle du Tournoi entre l'Écosse et l'Angleterre,.
L'attente est énorme et les plus de 50 000 places s'arrachent à des prix élevés — environ 3 000 francs la place la moins bien placée au marché noir ; environ 10 000 francs la place en tribune officielle. À cette époque, l'allocation des billets de matchs internationaux tourne largement en faveur des équipes à domicile ; ainsi, près de 90 % d'entre eux sont attribués à des Écossais.
Ce match de rugby fait par ailleurs l'objet d'un niveau de couverture médiatique inédit. En effet, la confrontation annuelle entre les équipes de football d'Écosse et d'Angleterre a pris fin quelques mois plus tôt, en réponse aux violences entre hooligans des deux camps dans les rues de Glasgow, avant la rencontre de la coupe Rous disputée le 27 mai 1989. Les médias britanniques, priorisant généralement leur actualité sportive sur le football mais dorénavant privés de cette opposition annuelle, s'intéressent alors à son équivalent rugbystique du Tournoi des Cinq Nations. Les médias anglais se montrent très complaisants avec l'équipe anglaise, qui se montre très sûre d'elle ; en réaction, les Écossais décident de ne s'exprimer dans la presse que pour louer les qualités de leur adversaire pour les conforter dans leur sentiment de supériorité. La presse écossaise se concentre pour sa part sur le capitaine anglais Will Carling, qu'elle considère comme la personnification de Margaret Thatcher sur le terrain.
Les tensions extra-sportives écossaises à l'égard de l'Angleterre, déjà entretenues par le contexte politique, sont ravivées par la visite de la première ministre Thatcher en Écosse une dizaine de jours avant la rencontre, de Glasgow à Édimbourg, en passant par Linlithgow et Aberfoyle. Le 9 mars, elle donne une interview dans les studios glaswégiens de la BBC afin de travailler son image populaire auprès des Écossais, défendant le succès de ses politiques économiques et sociales et de la poll tax, et rappelant à plusieurs reprises qu'elle est également Première ministre d'Écosse ; d'après une enquête du périodique The Scotsman, sa côte d'impopularité est de 77 % cette année-là.
Ainsi, aussi bien pour ses enjeux sportifs qu'extra-sportifs, cette rencontre cristallise les passions écossaises et se présente dans un contexte très tendu : après l'annulation du match de football, ce match de rugby est la dernière possibilité d'offrir aux Calédoniens une confrontation avec leur « Auld Enemy ».

### Avant le coup d'envoi

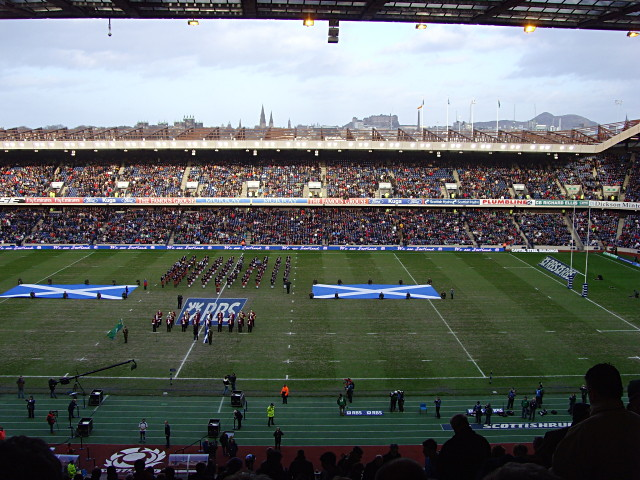
Le chant Flower of Scotland est joué en tant qu'hymne écossais depuis 1990 (ci-contre à Murrayfield, avant un match du Tournoi en 2009).

Avant le match, les entraîneurs écossais prononcent leur dernier discours lors de la remise des maillots dans l'hôtel, évoquant l'honneur et la grande responsabilité des joueurs vis-à-vis du peuple écossais ; un discours qui aurait profondément touché Sean Lineen, né en Nouvelle-Zélande mais ayant une grand-mère écossaise, ainsi qu'Iwan Tukalo, fils d'une mère italienne et d'un père ukrainien installés à Édimbourg après la Seconde Guerre mondiale,,. Le pilier et capitaine écossais David Sole interpelle ses coéquipiers qui se regroupent autour de lui dans les vestiaires et fait un discours patriotique qui touche toute l'équipe,.
Sur le terrain, les Anglais foulent la pelouse en premier au titre de leur statut de visiteurs, en courant comme le font usuellement toutes les équipes. Cependant, ils se retrouvent seuls sur le terrain et subissent la bronca du public. Les Écossais entrent dans un second temps, de façon inhabituelle. Ces derniers, s'étant concertés autour de leur capitaine quelques jours plus tôt, choisissent de se présenter depuis le couloir de sortie en ligne ordonnée et en marchant, le visage très marqué, afin de galvaniser son public,, et de « montrer à [ce dernier] qu'ils avaient le contrôle, étaient disciplinés, organisés et prêts pour le plus grand défi de [leur] vie » d'après les dires de Sole.
David Sole avait demandé que pour la première fois, on ne chante plus God Save the Queen, hymne officiel de l'Écosse car membre du Royaume-Uni, mais Flower of Scotland, une chanson folklorique écossaise qui exalte les principaux thèmes de l'unité écossaise et se distingue pour son opposition à la couronne anglaise. Le troisième ligne John Jeffrey avait déjà pour habitude de la chanter par-dessus l'interprétation de l'hymne britannique. Tandis que God Save the Queen a un temps contenu un couplet qui exhortait le maréchal Wade à « écraser les rebelles écossais » — ce passage ne fait plus partie des paroles officielles —, Flower of Scotland (Fleur d'Écosse) fait l'apologie de ses héros de la première guerre d'indépendance de l'Écosse, William Wallace et Robert Bruce, qui sont désignés comme la fine fleur du peuple écossais. De plus, chaque couplet se conclut par un renvoi à la victoire des Écossais sur l'armée anglaise à Bannockburn, débouchant sur près de quatre siècles d'indépendance pour l'Écosse. Le changement d'hymne avait déjà été envisagé par la Fédération écossaise après le Tournoi de 1989, God Save the Queen étant à chaque fois copieusement hué par le public écossais de Murrayfield. Parmi les choix à sa disposition, le chant Flower of Scotland est ainsi sélectionné aux dépens de trois autres chants accompagnés à la cornemuse Highland Cathedral, Scotland the Brave et Scots Wha Hae, ainsi que de Caledonia et A Man's a Man for A' That. L'hymne Flower of Scotland, accompagné d'un chœur de cornemuses, est alors joué officiellement pour la première fois, un mois après avoir été interprété de manière officieuse à l'initiative des supporteurs pour la réception de l'équipe de France à Murrayfield,. Bill McLaren, commentant la rencontre pour le compte de la BBC, décrit en direct, ému, une « atmosphère unique », et rapportera a posteriori n'avoir jamais entendu dans toute sa carrière une interprétation si intense de l'hymne de la part du public que celle de ce jour de mars 1990,.

### Composition des équipes
| Écosse · Titulaires · (London Scottish FC) Gavin Hastings 15 · (Hawick RFC) Tony Stanger 14 · (Watsonian FC) Scott Hastings 13 · (Boroughmuir RFC) Sean Lineen 12 · (Selkirk RFC) Iwan Tukalo 11 · (Melrose RFC) Craig Chalmers 10 · (Jed-Forest RFC) Gary Armstrong 9 · 30e (London Scottish FC) Derek White 8 · (Stewart's Melville RFC) Finlay Calder 7 · (Kelso RFC) John Jeffrey 6 · (Bath FC) Damian Cronin 5 · (Nottingham RFC) Chris Gray 4 · (London Scottish FC) Paul Burnell 3 · (Heriot's RC) Kenny Milne 2 · (Edinburgh Academical FC) David Sole 1 · Remplaçants · 30e (Hawick RFC) Derek Turnbull 19 · Entraîneur · Ian McGeechan · Jim Telfer |  | Composition d'équipes de rugby à XV représentées sur un terrain. |  | Angleterre · Titulaires · 15 Simon Hodgkinson (Nottingham RFC) · 14 Simon Halliday (Bath FC) · 13 Will Carling (Harlequin FC) · 12 Jeremy Guscott (Bath FC) 64e · 11 Rory Underwood (Leicester FC) · 10 Rob Andrew (Wasps FC) · 9 Richard Hill (Bath FC) · 8 Mike Teague (Gloucester RFC) · 7 Peter Winterbottom (Harlequin FC) · 6 Mickey Skinner (Harlequin FC) · 5 Paul Ackford (Harlequin FC) · 4 Wade Dooley (Preston Grasshoppers RFC) · 3 Jeff Probyn (Wasps FC) · 2 Brian Moore (Nottingham RFC) · 1 Paul Rendall (Wasps FC) · Remplaçants · 17 Mark Bailey (Wasps FC) 64e · Entraîneur · Geoff Cooke · Roger Uttley |

### Résumé
Points marqués :

 Écosse
- 1 essai : Stanger
- 3 pénalités : Chalmers

 Angleterre
- 1 essai : Guscott
- 1 pénalité : Hodgkinson

Évolution du score :
0-0, 3-0, 6-0, 6-4, 9-4, mt, 13-4, 13-7
Arbitres :
- David Bishop
- Derek Bevan (touche) [91]
- Les Peard (touche) [91]

#### Première mi-temps
Le coup d'envoi est tapé par l'ouvreur anglais Rob Andrew. Alors que la touche anglaise, basée sur les mouvements rapides des piliers Jeff Probyn et Paul Rendall au service de la deuxième ligne composée de Paul Ackford et Wade Dooley, a dominé ses adversaires durant le Tournoi, son premier lancer est intercepté par les avants écossais, s'appliquant à réduire les espaces dans l'alignement et à casser les automatismes de leurs adversaires. De même, la mêlée du XV de la Rose, réputée pour sa puissance, est contrée et relevée par la première ligne écossaise dès le premier affrontement. Finlay Calder joue rapidement la pénalité et investit la moitié de terrain adverse ; sur le regroupement qui suit, l'Écosse enfonce la défense anglaise et bénéficie d'une nouvelle pénalité. Craig Chalmers passe le coup de pied de 35 mètres à droite et concrétise la domination écossaise (3 - 0). Les visiteurs sont ainsi menés au score pour la première fois de la compétition, tandis que les locaux imposent leur rythme et confisquent le ballon pendant les quinze premières minutes. Plus tard, l'écart se creuse sur un autre coup de pied de pénalité converti, à la suite d'un piétinement dans une mêlée sanctionné (6 - 0), vers la 10e minute de jeu.
La mêlée anglaise se montre ensuite à son tour à son avantage, faisant reculer le pack adverse ; dans la foulée, Richard Hill profite d'un espace sur le côté droit, après une charge de Mike Teague. Suivi par Will Carling et Jeremy Guscott, ce dernier est servi et feinte l'arrière Gavin Hastings, dernier défenseur, pour inscrire le premier essai de la rencontre, qui ne sera pas transformé par le buteur Simon Hodgkinson,. L'Écosse mène 6 à 4 après un quart d'heure de jeu.
Toujours menés au score mais en confiance, les visiteurs, à nouveau à proximité de la ligne d'essai, privilégient la mêlée plutôt que d'assurer trois points au pied afin de marquer les esprits en faisant franchir l'en-but au paquet d'avants. Le capitaine et pilier gauche écossais David Sole est dominé par son vis-à-vis droitier Jeff Probyn, pilier gauche de formation connaissant bien les techniques propres à ce poste. Bien que Sole s'écroule à plusieurs reprises, empêchant la mêlée de reculer, l'arbitre n'accorde pas pour autant l'essai de pénalité réclamé avec instance par le pack anglais, et ce dernier continue de choisir de reformer la mêlée, malgré l'hésitation du capitaine Carling. Après six formations effondrées, le talonneur bleu Kenny Milne incite son pilier à se maintenir debout ; sur l'introduction suivante, Sole talonne le ballon, permettant au demi d'ouverture de dégager son camp. Le troisième ligne centre écossais Derek White, blessé à un ligament du genou avant cette série de mêlée, peut enfin être remplacé, par Derek Turnbull,.
Cinq minutes avant la mi-temps, Craig Chalmers convertit une nouvelle pénalité entre les perches, portant le score à 9 à 4 avant de rentrer aux vestiaires,,.

#### Deuxième mi-temps
À l'engagement, le coup de pied de Gavin Hastings mal dosé sort des limites du terrain et donne une mêlée au centre à l'avantage des joueurs de la Rose. Malgré le gain de la mêlée, le troisième ligne centre Mike Teague récupère la balle plutôt que de la laisser à son demi de mêlée et commet dans la foulée un en-avant. La mêlée est rejouée avec une introduction écossaise, une « 89 » est jouée par le no 6 John Jeffrey et le no 9 Gary Armstrong, qui attaque la ligne et attend la montée de Mike Teague et de Rob Andrew avant de passer pour son arrière au dernier instant ; barré par Rory Underwood et Simon Hodgkinson près de la ligne de touche, Gavin Hastings n'a d'autre choix que de faire une passe au pied par-dessus la défense. L'ailier écossais Tony Stanger suit et lutte à la course avec Rory Underwood, tous les deux étant réputés comme étant le joueur le plus rapide de leur équipe ; Stanger saisit la balle après rebond et aplatit dans la foulée. L'essai est accordé par l'arbitre et permet aux locaux de mener 13 à 4. La validité de l'essai est néanmoins sujette à discussion, l'entraîneur Jim Telfer et le deuxième ligne John Jeffrey concédant eux-mêmes, quelques années plus tard, que le ballon n'aurait pas été correctement aplati,.
L'Angleterre impose à nouveau son rythme au cours de la partie, réduisant tout d'abord l'écart avant l'heure de jeu grâce à une pénalité de Hodgkinson. Elle se place ainsi à un essai transformé de ses hôtes, réduisant l'écart par 13 à 7. Alors que les attaques du XV du Chardon sont plutôt erratiques, celles des Anglais, plus construites, se heurtent néanmoins à la défense écossaise.
Parmi leurs nombreuses attaques, Rory Underwood et Will Carling repèrent, sur leur aile droite, un espace entre le centre Scott Hastings et son ailier Iwan Tukalo. Le premier court ballon en main et file vers l'en-but, mais est plaqué in extrémis aux jambes par le centre écossais,.
La fin du match est d'une « grande intensité ». Sans solution pour franchir le rideau défensif écossais, et alors qu'il reste trois minutes de temps réglementaire, le capitaine initie un nouveau mouvement pour tenter d'inciser la défense ; les attaquants peinent à avancer et sont tous couverts par au moins un joueur adverse, se heurtant à un autre même après avoir évité un premier plaquage.
Alors que la partie entre dans le temps additionnel, l'objectif du XV anglais, à court de temps pour espérer l'emporter, est d'arracher le match nul et d'empêcher l'Écosse d'obtenir le Grand Chelem. Après une première mêlée remportée avec succès, les locaux concèdent une pénalité et se retrouvent à huit mètres de leur ligne d'en-but à devoir défendre une nouvelle mêlée ordonnée qui sera écroulée par David Sole. Les Anglais se retrouvent sur un ruck à trois mètres de l'en-but ; sur une nouvelle attaque, Will Carling est plaqué par John Jeffrey qui fait perdre la balle à l'Anglais. L'arbitre David Bishop siffle alors la fin du match : l'Écosse assure la victoire sur un score de 13 à 7 et remporte ainsi le Tournoi avec le Grand Chelem devant son public de Murrayfield.
Le terrain est envahi par les supporters qui cherchent à embrasser leurs champions et portent leur capitaine en triomphe.

### Réactions et analyse

#### Réactions des protagonistes
L'ailier anglais Underwood note l'énorme intensité défensive démontrée par les Écossais ; alors qu'il abordait la rencontre en toute confiance, ayant marqué neuf essais lors de ses quatre derniers matchs internationaux, il est surpris dès son premier ballon à la réception d'une chandelle, plaqué dans la foulée par quatre joueurs du XV du Chardon. Il se montre plus critique envers la construction des attaques écossaises, « [se] bousculant comme des fous[,] sans forme de jeu [ni] système ». Le capitaine Carling estime que « [ses] avants ont sous-estimé ce qui arrive quand un joueur écossais enfile un maillot, en particulier lorsque c'est contre l'Angleterre, en particulier lorsque c'est à Murrayfield ». Un sentiment confirmé par le troisième ligne écossais Jeffrey, qui explique qu'« il ne faut jamais donner l'occasion à un Écossais de se sentir inférieur. Il vous le fait payer tout de suite ». Pendant ce début de rencontre, Carling juge les Écossais « rapides et tranchants », précis dans leurs plaquages, vifs à la formation des rucks, tandis que les Anglais sont alors « mentalement hors du rythme » avant leur essai.
À propos de la série de mêlées dominée par le pack anglais mais non récompensée au score, Carling dit regretter, concernant son rôle de capitaine, de ne pas avoir assez bien cerné ses coéquipiers, et d'avoir demandé conseil parmi les avants à Moore, peu « rationnel » depuis deux jours, et à Hill, sanguin dans sa réponse, plutôt qu'à Winterbottom et Ackford, qui lui auraient suggéré avec plus de sang-froid de tenter de prendre les points au pied plutôt que de continuer à entrer en mêlée.
À la mi-temps, l'entraîneur Cooke estime que, malgré le retard au score, son équipe contrôlait la partie et que les Écossais ne pourraient pas « encore compter sur la chance » lors de la seconde mi-temps,, sentiment toujours partagé par le deuxième ligne Dooley même après l'essai encaissé. Alors que le match s'approchait de son terme, l'arbitre Bishop reconnaît une équipe anglaise « totalement dépourvue d'idées ».
Si l'essai écossais de Stanger occupe une grande place dans la victoire finale, Hastings préfère retenir comme moment clé les coups de pied de pénalité convertis par Chalmers en première mi-temps, permettant de bâtir une avance au score et ainsi de stimuler l'équipe et son public. Sole choisit quant à lui trois actions de la seconde mi-temps : le départ de mêlée avorté de Mike Teague qui conduira à l'essai décisif écossais, le sauvetage de Hastings plaquant Underwood dans sa course, puis la défense générale sur Carling lors d'une action proche de la ligne d'en-but en milieu de terrain, ce dernier reculant finalement de près de 20 mètres sous l'action simultanée de plusieurs avants écossais.
Concernant le contexte populaire autour du terrain, les joueurs des deux équipes constatent pendant toute une rencontre une ambiance particulièrement relevée, avec un niveau de « bruit [jamais égalé] avant ou après [ce match] » d'après le centre écossais Tukalo,, tandis que le troisième ligne Jeffrey note une « hostilité » certaine dans les tribunes, qui ne correspondait pas à l'« atmosphère normale ». Le capitaine écossais Sole décèle, avec regret, dans l'ambiance régnant dans les tribunes de Murrayfield un « sentiment anti-anglais [...] au-delà d'une rivalité sportive saine ». Le buteur anglais Hodgkinson relate quant à lui, par l'intermédiaire de ses parents présents dans les tribunes, que « la fierté nationale et le patriotisme avaient dégénéré [et abouti sur] un niveau d'agressivité inédit ». Son capitaine Carling constate une foule tapageuse et un bruit ininterrompu durant tout le match ; des paroles, au contenu parfois désagréable, émergent plus particulièrement à l'attention des joueurs anglais en bord de touche, visant notamment Carling et Moore.

#### Réactions et analyses des journalistes
Pendant la phase de mêlées répétées en fin de première mi-temps, Bill McLaren, commentant pendant la rencontre pour le compte de la BBC, note l'état de panique général des Écossais devant les pénalités répétées à l'encontre de son capitaine écroulé après chaque ordonnancement. Robin Marlar, journaliste anglais du Sunday Times, regrette quant à lui l'insistance infructueuse du XV de la Rose à prendre la mêlée plutôt que d'avoir tenté un coup de pied de pénalité.
En France, Le Monde a trouvé l'équipe d'Écosse « dynamique et courageuse à défaut d'être véritablement talentueuse » face au favori anglais, mais souligne le caractère « très intense » de la rencontre et loue la prestation défensive de l'Écosse, en particulier de sa troisième ligne. En 1997, Richard Escot note la résistance des Écossais à l'immense alignement anglais et à la puissance de son pack et estime que le match a été remporté « grâce à leur intelligence, leur cœur et l'organisation tactique mise en place par [Ian McGeechan] ».

Après la rencontre, tandis que Bill McLaren déclare que « [ce jour resterait] à jamais gravé dans l'esprit de tous les Écossais » et que Norman Mair du Scotsman compare les scènes de liesse dans les rues d'Édimbourg à celles du Jour de la Victoire en 1945, Hugh McIlvanney de l'Observer souligne la portée symbolique pour le public écossais de la victoire de leur équipe contre celle de l'Angleterre : 

« Il est difficile d'exagérer le plaisir exquis et inoubliable que les Écossais ont pris à laisser l'ancien ennemi étourdi parmi les décombres de ses illusions. Quelques joueurs anglais fronçaient les sourcils à la fin du match alors que le choc et la douleur durable de ce qui leur était arrivé commençaient à se faire sentir. Beaucoup d'Écossais se tiendront la tête ce matin, mais les causes seront plus temporaires et moins regrettables,. »

## Conséquences et impact

### Dans la compétition
Grâce à sa victoire contre l'Angleterre, l'Écosse remporte pas moins de trois trophées : le trophée du Tournoi lui-même, mais également la Calcutta Cup — attribuée annuellement au vainqueur du match entre l'Angleterre et l'Écosse — ainsi que la  Triple couronne — décernée par les journalistes britanniques à la formation qui s'impose dans un mini-championnat non officiel à quatre entre le pays de Galles, l'Écosse, l'Angleterre et l'Irlande.
| Nation         | J | V | N | D | DP  | Pts |
| -------------- | - | - | - | - | --- | --- |
| Écosse         | 4 | 4 | 0 | 0 | +34 | 8   |
| Angleterre     | 4 | 3 | 0 | 1 | +64 | 6   |
| France         | 4 | 2 | 0 | 2 | -11 | 4   |
| Irlande        | 4 | 1 | 0 | 3 | -39 | 2   |
| Pays de Galles | 4 | 0 | 0 | 4 | -48 | 0   |

### Postérité
Les Anglais accusent d'abord le coup, Will Carling affirmant plus tard qu'il s'agit de « la plus douloureuse [défaite] de sa vie ». Le Times titre que « l'armée anglaise [a été] renvoyée à la maison, pour qu'elle y réfléchisse à deux fois ». Mais cette frustration se transforme rapidement en source de motivation pour les joueurs anglais. En effet, après la rencontre de 1990, l'ensemble des joueurs du XV de la Rose ayant disputé ce match ne s'inclineront plus jamais de leur carrière contre l'Écosse ; Jeremy Guscott est le dernier d'entre eux à prendre sa retraite internationale, en 1999. À ce titre, la victoire de l'Écosse contre l'Angleterre dans ce Tournoi de 1990 n'est pas représentative des performances des deux équipes dans la décennie à venir ; les Écossais ne s'imposent plus contre les Anglais avant 2000.
L'Angleterre prend ainsi sa revanche dès l'édition suivante du Tournoi, en 1991, où elle s'impose avec le Grand Chelem ; elle réitère la performance en 1992 et en 1995, lors duquel l'Angleterre et l'Écosse s'affrontent à nouveau pour le gain du Tournoi et du Grand Chelem lors de la dernière journée,,. À l'automne 1991, les Anglais font notamment leur retour à Murrayfield dans le cadre de la Coupe du monde, et s'imposent contre les locaux sur le score de 9 à 6.
L'Écosse remporte quant à elle le Tournoi, sans Grand Chelem, en 1999. Parmi les joueurs de 1990, Gary Armstrong et Paul Burnell sont encore présents ; Jim Telfer, entraîneur-adjoint des avants neuf ans plus tôt, dirige cette fois l'équipe en tant qu'entraîneur principal. Depuis cette victoire, obtenue pour la dernière édition de la compétition dans sa formule à cinq équipes, l'Écosse n'a plus remporté le Tournoi.
Le sélectionneur écossais Ian McGeechan, surnommé « le Sorcier », est désigné meilleur technicien de Grande-Bretagne tous sports confondus après ce match. Sous sa direction, le XV du Chardon adopte un style de jeu très rapide dans les rucks afin de ne pas laisser le temps à la défense adverse de s'organiser ; cet aspect, déjà entrevu à la fin des années 1980, perdurera par la suite dans le jeu écossais. Largement plébiscité parmi les entraîneurs de son époque, McGeechan entraîne à nouveau les Lions en 1993, 1997 et 2009, après sa première expérience de 1989 : il prend ainsi part à l'histoire de la sélection britannique à sept reprises, carrière de joueur et d'entraîneur confondues.
Le Grand Chelem réalisé par l'Écosse lors de ce Tournoi des Cinq Nations est le troisième de son histoire, après ceux réalisés en 1925 et 1984, et aussi son dernier. Aussi bien les supporters que les joueurs écossais situent l'essai de la victoire comme étant le plus grand exploit de l'histoire du rugby écossais contre l'Angleterre, certains le qualifiant d'« essai le plus célèbre de l'histoire du rugby écossais ». Introduit lors de ce Tournoi, l'hymne écossais Flower of Scotland s'impose définitivement comme unique hymne chanté lors des matchs de rugby de l'équipe nationale écossaise.